# Ділянка «Ясне»
Ділянка «Ясне» — ботанічний заказник місцевого значення. Об'єкт розташований на території Василівського району Запорізької області, біля село Ясна Поляна і село Орлянське.
Площа — 5 га, статус отриманий у 1980 році.
Статус надано з метою охорони місць зростання лікарських рослин. Охороняється цілинна степова ділянка, де зростають ромашка лікарська та глід.